# Timothy Morehouse
Timothy Frank "Tim" Morehouse, né le 28 juillet 1978, est un escrimeur américain pratiquant le sabre.

## Palmarès
- Jeux olympiques
  -  Médaille d'argent par équipes aux Jeux olympiques d'été de 2008 à Pékin

## Sources
Fiche de la fédération internationale d'escrime